# سمار
سمار (نام علمی: Juncus acutus) نام یک گونه از سرده سازو است.
در قدیم به این گیاه اسل هم می‌گفتند.